# Hotel New York (stripalbum)
Hotel New York is het 17e stripalbum van Agent 327, getekend door Martin Lodewijk en in 2002 uitgegeven door Uitgeverij M. Het verhaal (dossier) is voor het eerst verschenen in het Algemeen Dagblad in 2002 (23 april t/m 13 augustus).
Hotel New York werd door veel oude fans goed ontvangen omdat er een aantal klassieke slechteriken in verscheen uit enkele van de meest gewaardeerde verhalen over Agent 327.

## Verhaal
Omdat heel Amsterdam niks anders lijkt te doen dan (flauwe) moppen tappen, besluit Agent 327 een dagje vrij te nemen. Hij gaat, nostalgisch als hij is, rondstruinen door zijn geboortewijk Feyenoord, Rotterdam. Hij komt daarbij Olga Lawina toevallig tegen, die voor haar werk in Rotterdam is, in Hotel New York. Agent 327 gaat naar de kapper, maar als Olga hem daar enige minuten later probeert te zoeken blijkt hij verdwenen.
Intussen wordt in het verre Siberië kolonel Bauer bevrijd uit een van de laatste goelags uit de tijd van de Sovjet-Unie. Zijn redder is niemand minder dan Dritta Reich, die hem meeneemt naar Nederland, om daar in Rotterdam een oud geheim project boven water te halen met hem: Projekt Seenatter.
Wanneer Agent 327 weer ontwaakt blijkt hij in handen gevallen van zijn oude vijandin Wu Manchu. Toen haar dienaren hem zagen rondlopen ontvoerden zij hem, zodat zij haar wraak op hem kon laten botvieren. Olga is echter niet voor één gat te vangen en verschijnt al snel ten tonele om hem te redden. Zij wordt echter ook gevangengenomen, en Wu Manchu wil hen beiden in dacoits veranderen. Voorafgaand aan de operatie wordt IJzerbroot kaalgeschoren, maar Olga denkt er niet aan kaalgeschoren te worden en breekt samen met IJzerbroot los. Wanneer ze beschoten worden stort echter een deel van de gang in, en wordt Olga bedolven.
IJzerbroot wordt door Wu Manchu's dienaren naar de Maas gebracht om verdronken te worden. Hij ontsnapt echter en gaat samen met Agent 525 die na een eerdere oproep van Olga ook ter plaatse verscheen het gangenstelsel onder Hotel New York weer in, waar ook een peloton mariniers is binnengevallen om de bende op te rollen.
Wanneer Olga weer bijkomt merkt ze twee insluipers op (niet wetend dat dit Bauer en Dritta Reich zijn) en volgt hen. In een geheime ondergrondse haven ligt een Duitse U-boot uit de oorlog, met daarin een atoombom. De onderzeeër is zo uitgerust met Enigma-computers dat hij automatisch zijn weg zal vinden naar de Verenigde Staten. Beide insluipers doen de boot vertrekken en ontsnappen zelf in een kleinere Seehund. Olga kan door de luchtdruk van het binnenstromende water de deur niet meer uit, dus kan alleen overleven door via de onderzeeër te ontsnappen. Via haar mobiele telefoon stelt ze Sorge op de hoogte. Na een snelle actie te water weet IJzerbroot zijn horloge met een gps-chip aan de onderzeeër vast te maken.
Zo kunnen ze bijhouden waar de onderzeeër vaart, en hem met de juiste materialen bereiken, midden op de Atlantische Oceaan. Daar breekt IJzerbroot (in kikvorsman-uitrusting) het luik van de duikboot open zodat Olga met een oude duikersfles eruit kan ontsnappen. Met explosieven zorgt hij ervoor dat de onderzeeër zinkt, waarna Sorge hen snel met een vliegtuig wegbrengt. De atoombom ontploft op de oceaanbodem en vele mensen zijn gered.

## Trivia
- Lodewijk heeft zichzelf getekend: hij staat zingend voor centraal Station Amsterdam.